# Tilo Werner (Schauspieler, 1969)
Tilo Werner (* 1969 in Braunschweig) ist ein deutscher Schauspieler und Hörspielsprecher.

## Leben

### Ausbildung und Theater
Tilo Werner begann seine künstlerische Arbeit am Theater als Regieassistent am Nationaltheater Mannheim.  Er studierte Schauspiel an Hochschule für Schauspielkunst „Ernst Busch“ in Berlin. Während seiner Studienzeit lernt er dort Thomas Ostermeier, Tom Kühnel und Christian von Treskow kennen; mit Ostermeier arbeitete er bereits während des Studiums bei ersten Theaterarbeiten zusammen.
Im dritten Studienjahr wurde er 1995 an das Maxim-Gorki-Theater in Berlin engagiert. Dort spielte er u. a. Rollen wie den Schüler Roelle in Fegefeuer in Ingolstadt (Spielzeit 1994/95; Regie: Lore Stefanek), Ferdinand in Kabale und Liebe (Spielzeit 1995/96; Regie: Günther Gerstner), den Valerio in Leonce und Lena (Spielzeit 1996/97; Regie: Günther Gerstner) und den „sozial entwurzelten“ Bruno Mechelke in Die Ratten (Spielzeit 1996/97; Regie: Uwe Eric Laufenberg).
Anschließend wechselte er nach der Spielzeit 1996/97 an das Deutsche Theater Berlin, wo Ostermeier und Jens Hillje die »Baracke« leiteten. 1999 ging er gemeinsam mit Ostermeier an die Schaubühne am Lehniner Platz|Berliner Schaubühne. Dort spielte er u. a. den Petrik in Parasiten von Marius von Mayenburg (Spielzeit 2000/01; Regie: Thomas Ostermeier), den Thomas in dem Solo-Stück Misterman von Enda Walsh (Premiere: April 2000; Regie: Thomas Ostermeier) und den Robespierre in Dantons Tod (Spielzeit 2000/01; Regie: Thomas Ostermeier). An der Berliner Schaubühne blieb Werner bis 2002.
Nach einer Begegnung mit dem ungarischen Regisseur Arpád Schilling, der ein Theaterprojekt an der Berliner Schaubühne inszenierte, entschied sich Werner 2002 für einen beruflichen Wechsel und ging an das  von Schilling geleitete Krétakör-Theater nach Budapest. Er lernte Ungarisch und trat in mehreren Inszenierungen in ungarischer Sprache am Krétakör-Theater auf. Von Budapest aus, gastierte er in Österreich und wurde Ensemblemitglied am Wiener Burgtheater. Dort spielte er u. a. 2005 in einer Hamlet-Inszenierung von Arpád Schilling in einer Besetzung mit drei Männern. Anfang 2007 kehrte Werner nach Deutschland zurück; seine erste Rolle nach seiner Zeit in Ungarn war in Pizzicato (Premiere: Januar 2007; Regie: Victor Bodó) an den Kammerspielen des Deutschen Theaters.
Seit der Spielzeit 2009/10 ist Werner festes Ensemblemitglied des Thalia Theaters in Hamburg. Hier spielte er u. a. den Kaufmann Lopachin in Der Kirschgarten (Premiere: Spielzeit 2011/12; Regie: Luk Perceval), als Gregor in Immer noch Sturm von Peter Handke (Uraufführung: September 2011; Regie: Dimiter Gotscheff), den Schreiber Licht in Der zerbrochne Krug (Premiere: Spielzeit 2012/13; Regie: Bastian Kraft), Gustav Kanning  in Gertrud von Hjalmar Söderberg (Premiere: Spielzeit 2014/15; Regie: Eirik Stubø) und als Greff/Sigismund Markus/Bebra u. a. in einer Bühnenfassung des Romans Die Blechtrommel (Premiere: Spielzeit 2014/15; Regie: Luk Perceval).
In der Spielzeit 2015/16 übernahm Werner am Thalia Theater die Rolle des Arbeiters Coupeau in der Inszenierung Liebe nach Texten von Émile Zola.

### Film und Fernsehen
Werner übernahm seit Ende der 1990er Jahre auch einige Rollen in Film- und Fernsehproduktionen; Schwerpunkt seiner künstlerischen Tätigkeit als Schauspieler waren jedoch stets seine Theaterarbeiten. Werner war auch in einigen ungarischen Kurzfilmen und Kinofilmen zu sehen.
In dem Spielfilm Tigerstreifenbaby wartet auf Tarzan (1998), mit Cora Frost als Luise in der Hauptrolle, spielte er Luises eifersüchtigen Ehemann.
In dem Fernsehfilm Wie ein Licht in der Nacht (2010) spielte er, an der Seite von Christiane Hörbiger als Alkoholikerin, die Rolle des Dr. Mertens, den Oberarzt einer Notfallstation in einer Hamburger Klinik. Im Tatort: Borowski und der vierte Mann (2010) hatte er eine Nebenrolle als Kriminalbeamter des Betrugsdezernats. Im Bremer Tatort: Puppenspieler (2013) hatte er ebenfalls eine Nebenrolle; er verkörperte Max Born, einen der Vertreter der Initiative „Pro Weservertiefung“. In dem Fernsehfilm Der Hafenpastor und das graue Kind (Erstausstrahlung: Januar 2015) spielte er die Rolle die Rolle des Hamburger Jugendamt-Mitarbeiters Dressler.
Er hatte außerdem Episodenrollen in den Fernsehserien Im Namen des Gesetzes (2002, als Kollege Fischer) und SOKO Wismar (2010).
Werner lebt in Hamburg.

## Filmografie
- 1998: Tigerstreifenbaby wartet auf Tarzan
- 2002: Im Namen des Gesetzes (Fernsehserie; Folge: Verhängnisvolle Affäre)
- 2006: Stornó
- 2007: Decameron 2007
- 2007: Overnight
- 2008: Mázli
- 2009: Átok (Fernsehserie)
- 2010: SOKO Wismar (Fernsehserie; Folge: Väter und Söhne)
- 2010: Wien ein Licht in der Nacht (Fernsehfilm)
- 2010: Tatort: Borowski und der vierte Mann (Fernsehreihe)
- 2013: Tatort: Puppenspieler (Fernsehreihe)
- 2014: Die Lügen der Sieger
- 2015: Der Staat gegen Fritz Bauer
- 2015: Der Hafenpastor und das graue Kind (Fernsehfilm)
- 2017: Großstadtrevier (Fernsehserie, Folge: Wunder und Wünsche)
- 2019: Die Neue Zeit (Fernsehserie)
- 2023: Der vermessene Mensch

## Hörbücher (Auswahl)
- 2014: Ole Goldfuß (Kinderhörbuch), geschrieben von Anja Kömmerling und Thomas Brinx, Ohrka.de (kostenloser Hörbuch-Download)